# Ekonometria
Ekonometria – nauka pomocnicza w ramach ekonomii, wykorzystująca narzędzia matematyki, statystyki oraz informatyki do badania ilościowych związków zachodzących między zjawiskami i zmiennymi ekonomicznymi. Jest zbiorem metod opracowanych najczęściej poza ekonomią, ale wykorzystywanych na jej polu.
Celem ekonometrii jest badawcza analiza teorii ekonomicznych, przewidywanie procesów ekonomicznych oraz dostarczanie przesłanek służących sterowaniu tymi procesami. Podstawowym narzędziem służącym tym celom jest model ekonometryczny.
Ekonometria jest często mylona ze statystyką. Wiele metod statystycznych ekonometrycy uważają za metody ekonometryczne i czasem stosują do nich własne nazewnictwo. Modele ekonometryczne są modelami matematyczno-statystycznymi zastosowanymi w ekonomii. W klasyfikacji nauki polskiej KBN nie istniał dział „statystyka” w sensie metod statystycznych możliwych do użycia w różnych naukach, metody statystyczne można było rozwijać tylko w ramach ekonometrii. Rozgraniczyć należy również ekonometrię od ekonomii matematycznej (analiza ekonomiczna wykorzystująca matematykę).

## Historia ekonometrii
Metody sformalizowane towarzyszyły ekonomii od samego jej początku. Jednakże wraz ze wzrostem stopnia skomplikowania procesów gospodarczych narastało zapotrzebowanie na zobiektywizowanie badań oraz wnioskowania w tej dziedzinie. Zaczęto więc stosować szerzej dorobek matematyki i statystyki do wyjaśniania zjawisk ekonomicznych.
Termin ekonometria został po raz pierwszy użyty przez Pawła Ciompę w pracy pt „Zarys ekonometryi i teorya buchalteryi”, wydanej we Lwowie w 1910 r. Jednakże współczesna ekonometria rozwinęła się dopiero w latach 30. XX w. Za ojców ekonometrii uważa się pierwszych laureatów Nagrody im. Alfreda Nobla w dziedzinie ekonomii: Ragnara Frischa oraz Jana Tinbergena, a także amerykańskiego ekonomistę Henry’ego Ludwella Moore’a.

## Nurty współczesnej ekonometrii
Współczesna ekonometria jest szeroką dyscypliną w ramach nauk ekonomicznych. Do najpopularniejszych odmian ekonometrii należy zaliczyć:
1. Ekonometrię teoretyczną
2. Ekonometrię stosowaną (prognozowania, symulacje, modelowanie formalne)
3. Ekonometrię przestrzenną
4. Ekonofizykę

## Modele ekonometryczne
1. Podział ze względu na liczbę zmiennych objaśniających
- modele z jedną zmienną objaśniającą
- modele z wieloma zmiennymi objaśniającymi

2. Podział ze względu na liczbę zmiennych objaśnianych
- modele z jedną zmienną objaśnianą (modele jednorównaniowe)
- modele z wieloma zmiennymi objaśnianymi (modele wielorównaniowe)

3. Podział ze względu na interpretację zmiennych objaśniajacych
- modele przyczynowo-skutkowe, w których wszystkie zmienne objaśniające mogą być traktowane jako przyczyny kształtowania się zmiennej objaśnianej (przykładowo model zależności wielkości kosztów od wielkości produkcji)
- modele symptomatyczne, w których brak bezpośrednich relacji przyczyna-skutek, ale występują zmienne będące symptomami pewnych trudnych do obserwacji lub nieobserwowalnych zjawisk, będących przyczynami zmiennej objaśnianej
- modele tendencji rozwojowej, czyli tzw. trendy, w których jedyną zmienną objaśniającą jest zmienna czasowa (oznaczana zazwyczaj przez t)
- autoregresyjne, w których pośród zmiennych objaśniających możemy wyróżnić zmienną objaśnianą z przeszłości

4. Podział ze względu na postać analityczną
- modele liniowe (gdy zależność między zmienną objaśnianą a zmiennymi objaśniającymi jest liniowa)
- modele nieliniowe (gdy zależność przyjmuje formę nieliniową, przykładowo hiperboli, paraboli itp.)

5. Podział ze względu na uwzględnienie czynnika czasu
- Statyczny system informacji przestrzennej – przedstawia (zwykle stałą, to jest niezależną od czasu) zależność pomiędzy sygnałem na wejściu i wyjściu układu. Rozpatrywanie charakterystyk czasowych w kontekście układu statycznego nie ma sensu, gdyż nic nie mówią one o układzie, w którym nie ma żadnych zmiennych stanu.
- Dynamiczny system informacji przestrzennej – jest to rodzaj systemu informacji przestrzennej, w którym oprócz położenia obiektu uwzględniono czas jego powstania. Pozwala to na przeglądanie zmian w czasie na mapach generowanych przez system. (System informacji przestrzennej – jest to system pozyskiwania, przetwarzania i udostępniania danych, w których zawarte są informacje przestrzenne oraz towarzyszące im informacje opisowe o obiektach wyróżnionych w części przestrzeni, objętej funkcjonowaniem systemu.)

## Oprogramowanie ekonometryczne (m.in)
- gretl
- SPSS
- Statistica
- WEK
- SAS